# Edwin Spanier
Pour les articles homonymes, voir Spanier.
Edwin Henry Spanier (1921-1996) est un mathématicien américain spécialiste de topologie algébrique. Il est co-inventeur de la dualité de Spanier-Whitehead (en) et de la cohomologie d'Alexander-Spanier et auteur de l'ouvrage de référence Algebraic Topology.

## Biographie
Spanier fait ses études à l'université du Minnesota, où il obtient sa maîtrise en 1941. Pendant la Seconde Guerre mondiale, il sert l'armée américaine dans le corps des transmissions. En 1947, il soutient un Ph.D., sous la direction de Norman Steenrod, à l'université du Michigan. Après une année postdoctorale à l'IAS (Institute for Advanced Study) à Princeton, il obtient un poste d'enseignant à l'université de Chicago en 1948. Il est boursier Guggenheim à Paris en 1952-53 et membre de l'IAS en 1958-59.
Spanier est professeur à Berkeley à partir de 1959.

## Œuvre
Son premier article important, sur les groupes de cohomotopie (en), est paru aux Annals of Mathematics en 1949 ; à Chicago, il publie avec Chern sur l'homologie des fibrés. Il introduit ensuite et développe, dans une série d'articles avec Whitehead, la dualité en théorie de l'homotopie et, avec Alexander, la théorie (co-)homologique qui porte leurs noms.
À partir de 1961, en collaboration avec Seymour Ginsburg, il travaille sur la structure des langages formels.

## Publications
(en) Algebraic Topology, Springer, 1981 (1re éd. McGraw-Hill, 1966), 528 p. (ISBN 978-0-387-90646-1)